# Brug Broekzijdschepad
Brug Broekzijdschepad is een bouwkundig kunstwerk in Amsterdam-Zuidoost. De brug was er eerder dan de naam van het pad.

## Brug
Deze brug valt onder het beheer van het Academisch Medisch Centrum. Rond het terrein van dat academisch ziekenhuis ligt een ringsloot of –gracht. Om toegang te krijgen tot het terrein moet vrijwel altijd een duiker of brug worden overgestoken. Zo werd brug 1456 neergelegd om voetgangers van Metrostation Holendrecht naar het ziekenhuis te geleiden. Omdat de wijk grotendeels gescheiden verkeersstromen kent moest er ook vanuit die richting een fietsbrug komen. De brug werd in 1983 neergelegd naar een ontwerp van T.C. de Groot uit Lemmer, later opgegaan in Groot Lemmer B.V. Zij kwamen met een houten brug (Azobe) met een toegangshek aan de zijde van het Broekzijdschepad. De brug steunt op twee sets van houten brugpijlers die in de oevers staan. Aan deze pijlers zijn jukken bevestigd. Zij tillen de houten liggers die het plankendek dragen. Aan de liggers zijn ook de houten balustraden met dito houten leuningen gemonteerd. De oostelijke brugpijlers ondersteunden bovendien de toegangspoort op de brug; in 2022 zijn daar alleen de overklimbeveiligingen van over. Groot Lemmers nam wel een Amsterdamse gewoonte over; midden op de brug staat een lantaarnpaal, naar ontwerp van Friso Kramer.

## Pad
Het Broekzijdschepad kreeg pas in 2014 haar naam. Ze werd daarbij vernoemd naar de 17e eeuwse Broekzijdsche polder tussen wat de wijk Gaasperdam werd en Abcoude. Het pad is gelegen tussen het AMC en een deel van de Hollandsche Kade, die hier zowel gemeentegrens Amsterdam-De Ronde Venen (waartoe Abcoude behoort) als provinciegrens Noord-Holland-Utrecht is. Pad en polder worden van elkaar gescheiden door het dijklichaam van Spoorlijn Amsterdam - Elten. Volgens de kaart van de Basisregistratie Adressen en Gebouwen maakt de brug deel uit van het pad.  